# Suolajärvet
Suolajärvet är en sjö i Gällivare kommun i Lappland och ingår i Kalixälvens huvudavrinningsområde. Sjön har en area på 0,267 kvadratkilometer och ligger 454 meter över havet. Sjön avvattnas av vattendraget Naalojoki.

## Delavrinningsområde
Suolajärvet ingår i det delavrinningsområde (746327-170367) som SMHI kallar för Ovan 746452-170471. Medelhöjden är 463 meter över havet och ytan är 7,22 kvadratkilometer. Det finns inga avrinningsområden uppströms utan avrinningsområdet är högsta punkten. Naalojoki som avvattnar avrinningsområdet har biflödesordning 3, vilket innebär att vattnet flödar genom totalt 3 vattendrag innan det når havet efter 243 kilometer. Avrinningsområdet består mestadels av skog (82 procent) och sankmarker (11 procent). Avrinningsområdet har 0,48 kvadratkilometer vattenytor vilket ger det en sjöprocent på 6,7 procent.